# Reichsbahn SG Königsberg
Reichsbahn SG Königsberg (celým názvem: Reichsbahn Sportgemeinschaft Königsberg) byl německý sportovní klub, který sídlil ve východopruské metropoli Königsberg (dnešní Kaliningrad v Kaliningradské oblasti). Klubové barvy byly modrá a černá.
Založen byl v roce 1927, zanikl v roce 1945 po sovětsko-polské anexi Pruska.

## Historické názvy
- 1927 – Reichsbahn TuS Königsberg (Reichsbahn Turn- und Sportverein Königsberg)
- 1939 – Reichsbahn SG Königsberg (Reichsbahn Sportgemeinschaft Königsberg)

## Účast v nejvyšší soutěži
- Gauliga Ostpreußen
  - 1939/40, 1940/41, 1941/42, 1942/43, 1943/44

## Umístění v jednotlivých sezonách
Stručný přehled
Zdroj: 
- 1939–1944: Gauliga Ostpreußen

Jednotlivé ročníky
Zdroj: 
Legenda: Z - zápasy, V - výhry, R - remízy, P - porážky, VG - vstřelené góly, OG - obdržené góly, +/- - rozdíl skóre, B - body, červené podbarvení - sestup, zelené podbarvení - postup, fialové podbarvení - reorganizace, změna skupiny či soutěže
| Velkoněmecká říše (1939 – 1944) |                    |        |    |   |   |   |    |    |     |    |        |
| Sezóny                          | Liga               | Úroveň | Z  | V | R | P | VG | OG | +/- | B  | Pozice |
| 1939/40                         | Gauliga Ostpreußen | 1      | 4  | 0 | 1 | 3 | 7  | 18 | -11 | 1  | 8.     |
| 1940/41                         | Gauliga Ostpreußen | 1      | 12 | 4 | 0 | 8 | 19 | 30 | -11 | 8  | 5.     |
| 1941/42                         | Gauliga Ostpreußen | 1      | 11 | 4 | 1 | 6 | 27 | 40 | -13 | 9  | 5.     |
| 1942/43                         | Gauliga Ostpreußen | 1      | 12 | 6 | 1 | 5 | 34 | 46 | -12 | 13 | 3.     |
| 1943/44                         | Gauliga Ostpreußen | 1      | 12 | 4 | 1 | 7 | 22 | 23 | -1  | 9  | 5.     |